# Todarodes
Todarodes is een geslacht van inktvissen uit de familie van de Ommastrephidae.

## Soorten
- Todarodes angolensis Adam, 1962
- Todarodes filippovae Adam, 1975
- Todarodes pacificus (Steenstrup, 1880)
- Todarodes sagittatus (Lamarck, 1798)